# Pasieczna (rejon nadwórniański)
Pasieczna (ukr. Пасічна, Pasiczna) – wieś w rejonie nadwórniańskim obwodu stanisławowskiego na ukraińskim Pokuciu. Jesienią 1914 roku miejsce kilku starć Brygady Karpackiej.
Wieś prawa wołoskiego, położona była w drugiej połowie XV wieku w ziemi halickiej województwa ruskiego. 4 sierpnia 1944 zdobyta przez wojska radzieckie.
W Pasiecznej znajduje się mogiła żołnierzy II Brygady Legionów Polskich, którzy zginęli w tych okolicach w listopadzie 1914 i lutym 1915. Na pomniku umieszczono tablicę z napisem: „W hołdzie legionistom Żelaznej Brygady, którzy w listopadzie 1914 i lutym 1915 polegli pod Pasieczną. Umierali marząc o niepodległej Polsce”. Mogiłą opiekują się uczniowie tamtejszego liceum.

## Urodzeni w Pasiecznej
- Mieczysław Medwecki – polski pilot wojskowy, poległy jako pierwszy polski i aliancki lotnik w czasie II wojny światowej[5].